# Puig Peric
El Puig Peric és una muntanya de 2.810 m d'altitud situada al massís del Carlit, concretament al límit entre l'Alta Cerdanya i el Capcir, i a prop del límit amb el Donasà (País de Foix, Occitània) al nord.
És a l'extrem nord-oest del terme comunal dels Angles, a prop del límit nord-est des d'Angostrina i Vilanova de les Escaldes, i a la zona nord-oest del terme de Formiguera. Sobremira el llac de la Bollosa i la vall de Lladura, i queda a tocar del límit dels Països Catalans. Pertany als termes d'Angostrina i Vilanova de les Escaldes a l'oest i als dels Angles i Formiguera a l'est. El Peric Gran és entre els dos primers d'aquests termes comunals, i el Peric Petit, situat més a llevant, entre el segon i el tercer.
Aquest cim s'ha inclòs en el llistat dels 100 cims de la FEEC.